# Copa de Alemania 1966-67
La Copa de Alemania 1966-67 fue la 24.ª edición del torneo de copa de fútbol anual de Alemania Federal que se jugó del 25 de diciembre de 1966 al 10 de junio de 1967 y que contó con la participación de 34 equipos.
El campeón defensor FC Bayern Múnich venció al Hamburger SV en la final jugada en el Neckarstadion para ser campeón de copa nacional por tercera ocasión y segunda de manera consecutiva.

## Ronda de clasificación
| 25-12-1966        |       |                     |
| Altonaer FC 93    | 2 – 1 | 1. FC Nürnberg      |
| 31-12-1966        |       |                     |
| KSV Hessen Kassel | 6 – 2 | Eintracht Frankfurt |

## Primera ronda
| 14-1-1967              |       |                          |       |
| Borussia Dortmund      | 2 – 2 | 1. FC Köln               | (AET) |
| Eintracht Braunschweig | 2 – 3 | MSV Duisburg             | (AET) |
| FC Schalke 04          | 4 – 2 | Borussia Mönchengladbach |       |
| Duisburger SV          | 0 – 2 | Schwarz-Weiß Essen       |       |
| Alemannia Aachen       | 1 – 1 | FK Pirmasens             | (AET) |
| SV Waldhof Mannheim    | 1 – 3 | Fortuna Düsseldorf       |       |
| Hertha BSC             | 2 – 3 | FC Bayern Munich         | (AET) |
| KSV Hessen Kassel      | 2 – 2 | SV Werder Bremen         | (AET) |
| Altonaer FC 93         | 0 – 6 | Hamburger SV             |       |
| Rot-Weiß Essen         | 1 – 2 | Karlsruher SC            |       |
| VfB Lübeck             | 0 – 1 | Kickers Offenbach        | (AET) |
| Arminia Hannover       | 1 – 4 | TSV 1860 München         |       |
| 1. FC Saarbrücken      | 2 – 4 | VfB Stuttgart            |       |
| SpVgg Erkenschwick     | 1 – 0 | Stuttgarter Kickers      |       |
| Hannover 96 II         | 2 – 2 | Borussia Neunkirchen     | (AET) |
| 18-1-1967              |       |                          |       |
| 1. FC Kaiserslautern   | 2 – 1 | Hannover 96              |       |

### Replay
| 24-1-1967            |       |                   |       |
| 1. FC Köln           | 1 – 0 | Borussia Dortmund |       |
| SV Werder Bremen     | 2 – 1 | KSV Hessen Kassel | (AET) |
| 25-1-1967            |       |                   |       |
| FK Pirmasens         | 0 – 1 | Alemannia Aachen  |       |
| Borussia Neunkirchen | 2 – 1 | Hannover 96 II    |       |

## Segunda ronda
| 3-2-1967             |       |                    |       |
| 1. FC Köln           | 0 – 0 | Hamburger SV       | (AET) |
| Alemannia Aachen     | 4 – 2 | Karlsruher SC      |       |
| Borussia Neunkirchen | 1 – 1 | SV Werder Bremen   | (AET) |
| VfB Stuttgart        | 0 – 1 | FC Schalke 04      |       |
| 1. FC Kaiserslautern | 0 – 0 | Kickers Offenbach  | (AET) |
| Schwarz-Weiß Essen   | 1 – 1 | Fortuna Düsseldorf | (AET) |
| SpVgg Erkenschwick   | 1 – 3 | FC Bayern Munich   |       |
| TSV 1860 München     | 1 – 0 | MSV Duisburg       |       |

### Replay
| 14-2-1967          |       |                      |       |
| Hamburger SV       | 2 – 0 | 1. FC Köln           |       |
| SV Werder Bremen   | 1 – 2 | Borussia Neunkirchen |       |
| Kickers Offenbach  | 1 – 0 | 1. FC Kaiserslautern | (AET) |
| Fortuna Düsseldorf | 1 – 0 | Schwarz-Weiß Essen   |       |

## Cuartos de final
| 25-3-1967         |       |                      |       |
| TSV 1860 München  | 2 – 0 | Fortuna Düsseldorf   |       |
| Kickers Offenbach | 0 – 0 | Hamburger SV         | (AET) |
| Alemannia Aachen  | 3 – 1 | Borussia Neunkirchen |       |
| FC Schalke 04     | 2 – 3 | FC Bayern Munich     |       |

### Replay
| 12-4-1967    |       |                   |
| Hamburger SV | 2 – 0 | Kickers Offenbach |

## Semifinales
| 6-5-1967 | Hamburger SV                                  | 3 – 1 | Alemannia Aachen | Volksparkstadion, Hamburg                           |                                                     |
|          | Pohlschmidt 24' · C.Dörfel 29' · B.Dörfel 90' |       | Hermandung 29'   | Asistencia: 34 000 espectadores Árbitro(s): Siebert | Asistencia: 34 000 espectadores Árbitro(s): Siebert |

| 6-5-1967 | FC Bayern Munich                      | 3 – 1 | TSV 1860 Munich | Stadion an der Grünwalder Straße, Munich              |                                                       |
|          | Ohlhauser 63' 75' · Kupferschmidt 65' |       | Bründl 78'      | Asistencia: 42 000 espectadores Árbitro(s): Kreitlein | Asistencia: 42 000 espectadores Árbitro(s): Kreitlein |

### Final
| 10 de junio de 1967 | Hamburger SV | 0–4     | FC Bayern Munich                                       | Neckarstadion, Stuttgart                             |                                                      |
|                     |              | Reporte | Müller 23' 76' · Ohlhauser 72' · Brenninger 85' (pen.) | Asistencia: 68 000 espectadores Árbitro(s): Niemeyer | Asistencia: 68 000 espectadores Árbitro(s): Niemeyer |

| Hamburger SV | Bayern Munich |

| ARQ             |  | Horst Schnoor       |
| DEF             |  | Willi Schulz        |
| DEF             |  | Dieter Strauß       |
| DEF             |  | Helmut Sandmann     |
| DEF             |  | Egon Horst          |
| DEF             |  | Jürgen Kurbjuhn     |
| MED             |  | Manfred Pohlschmidt |
| MED             |  | Hans Schulz         |
| DEL             |  | Bernd Dörfel        |
| DEL             |  | Uwe Seeler          |
| DEL             |  | Gert Dörfel         |
| Entrenador:     |  |                     |
| Josef Schneider |  |                     |

| ARQ              |  | Sepp Maier               |
| DEF              |  | Peter Kupferschmidt      |
| DEF              |  | Franz Beckenbauer        |
| DEF              |  | Werner Olk               |
| DEF              |  | Hans-Georg Schwarzenbeck |
| MED              |  | Franz Roth               |
| MED              |  | Dieter Koulmann          |
| DEL              |  | Rudolf Nafziger          |
| DEL              |  | Rainer Ohlhauser         |
| DEL              |  | Gerd Müller              |
| DEL              |  | Dieter Brenninger        |
| Entrenador:      |  |                          |
| Zlatko Čajkovski |  |                          |